# Sideral (músico)
Aleix Vergés (Barcelona, 1973 - ib., 19 de mayo de 2006), conocido por su seudónimo Sideral, fue un músico y disc jockey español, considerado uno de los pioneros de la música electrónica en Cataluña.

## Biografía
Vergés nació en Barcelona en 1973 y toda su vida estuvo involucrado en diversos proyectos artísticos: de joven estudió piano, guitarra y bajo, y colaboró como instrumentalista en varias bandas. Más tarde se interesó por la música electrónica y en 1994 comenzó a pinchar techno en la Sala Nitsa, adoptando después el seudónimo «Sideral». Se le considera uno de los pioneros de la escena musical de clubes en la Ciudad Condal junto con Professor Angel Dust, David Nicolau (An der Beat) y Amable Sierra (DJ Amable).
En paralelo, Vergés formaba parte del grupo de música indie Peanut Pie, del que era cantante, guitarrista y compositor. Con un estilo que aunaba pop y electrónica, basado en el «Madchester», la banda ganó en 1996 el concurso de maquetas de la revista Rockdelux, lo que le permitió grabar un álbum producido por Viva Jumo, seudónimo de Enric Palau y Sergi Caballero, los creadores del festival Sónar.
Con el paso del tiempo, Sideral se hizo popular entre el público barcelonés al punto de convertirse en un referente de la escena musical independiente, mezclando techno con sonidos pop y rock. A finales de los años 1990 era DJ residente de la Sala Nitsa, ha actuado también en Mond Club, Salsitas, Otto-Zutz, Moog y Razzmatazz (Barcelona), y cada mes viajaba a Madrid para pinchar música en la Sala Siroco y en Low. Fue además uno de los primeros artistas de la electrónica catalana con proyección internacional, al lograr una plaza de DJ residente en el club The Kitchen de Dublín (Irlanda).
La fama de Sideral le llevó a publicar dos álbumes como disc jockey: Darkhouz & Popotronic (2001, Satélite K) y Schizotronic & Techno (2003, PIAS), además de actuar en eventos como el Sónar, el Festival Internacional de Benicasim, el Groove Parade de Los Monegros y el Marché international de l'édition musicale de Cannes (2003).
Sideral falleció el 19 de mayo de 2006 en Barcelona, a los 32 años, víctima de una sobredosis. Días antes preparaba un tercer álbum de electrónica y un proyecto personal de música pop, Canciones Siderales.
El grupo Los Planetas le dedicó la canción Tendrá que haber un camino, cantada por Enrique Morente y recogida en el álbum La leyenda del espacio (2007).

## Discografía

### Peanut Pie
- Peanut Pie (1996, Cosmos Records)

### Sideral
- Darkhouz & Popotronic (2001, Satélite K)
- Schizotronic & Techno (2003, PIAS)
- Popotronic 3 (El problema) (2006, PIAS)